# Ashley Peldon
Pour l’article homonyme, voir Peldon.
Ashley Peldon est une actrice américaine née le 2 avril 1984 à New York (États-Unis).

## Biographie
Elle est la sœur de l'actrice Courtney Peldon (en).
Elle s'est spécialisée dans le doublage des cris.
Elle vit à New York avec son mari Steve et ses deux filles.

## Filmographie

### Cinéma

#### Court métrage
- 1998 : Can I Play? : fille avec le chaton

#### Long métrage
- 1989 : The Lemon Sisters : Sarah Frank
- 1990 : Stella : Jenny (à l'âge de 3 ans)
- 1991 : Drop Dead Fred : Elizabeth enfant
- 1991 : Trahie (Deceived) de Damian Harris : Mary Saunders
- 1996 : La Chasse aux sorcières (The Crucible) : Ruth Putnam
- 1997 : Danny, le chat superstar (Cats Don't Dance) : Darla Dimple (voix)
- 1998 : Horton, drôle de sorcier (Waking Up Horton) : Amelia
- 1998 : Can I Play? : La fille au chaton
- 1998 : With Friends Like These... (en) de Philip Frank Messina : Marissa DiMartino
- 1998 : The Jungle Book: Mowgli's Story (vidéo) : Teen Raksha the Wolf (voix)
- 2001 : Ghost World : Margaret - Art Class
- 2004 : Skin Walker
- 2007 : Night Skies (en) de  Roy Knyrim  : Molly
- 2008 : Dimples : Brittany
- 2008 : Float : Nicole
- 2009 : Les Zintrus (Aliens in the Attic) : voix additionnelle
- 2012 : Chronicle : fille de l'école avec les prospectus (voix)

### Télévision

#### Séries télévisées
- 1991 : Haine et Passion (Guiding Light) (2 épisodes) : Marah Lewis
- 1991 : La Famille Torkelson (The Torkelsons) (saison 1, épisode 09 : Return to Sender) : Molly Jeffers
- 1992 : Enquête privée (Bodies of Evidence) (saison 1, épisode 05 : L'Esprit de revanche) : Claire Bowman
- 1992 - 1994 : La Petite Sirène (The Little Mermaid) : Voix additionnelles
  - (saison 3, épisode 07 : Mes chers trésors)
  - (saison 2, épisode 02 : Poisson métallique)
  - (saison 1, épisode 09 : Manta le terrible)
- 1993 : Code Quantum (Quantum Leap) (saison 5, épisode 12 : Un mari pour deux): Jessica Elroy
- 1993 - 1995 : The Mommies (en) (19 épisodes) : Kasey Larson
- 1996 : Ellen (saison 4, épisode 06 : The Bubble Gum Incident) : Little Paige
- 1996 - 1999 : Le Caméléon (The Pretender) (10 épisodes) : Jeune Miss Parker
- 1997 : Papa bricole (Home Improvement) (saison 7, épisode 01 : Quest for Fire) : Diane
- 1999 : Chicken Soup for the Soul (épisode inconnu : Live Your Life) : Alisha
- 2001 : Tucker (saison 1, épisode 09 : Kiss and Tell) : Juliette
- 2001 : That '70s Show : Kitty à l'adolescence
  - (saison 3, épisode 19 : Éric se lâche)
  - (saison 3, épisode 24 : L'Interview)
- 2001 : Undressed (saison 5, épisode 37) : Tabitha
- 2007 : Connected (9 épisodes) : Amy King
- 2011 : L'Âge de glace : Un Noël de mammouths (Ice Age: A Mammoth Christmas) : voix additionnelles

#### Téléfilms
- 1992 : Day-O : Grace (à 4 ans)
- 1992 : L'enfant de la colère (Child of Rage) : Catherine
- 1993 : Shameful Secrets : Josie
- 1994 : Without Warning (en) : Kimberly Hastings
- 1995 : The Secretary : Cindy Bradford
- 1995 : Black Scorpion : Little Darcy
- 1996 : Jake's Women : Young Molly
- 1997 : The Westing Game : Tabitha Ruth 'T.R. / Turtle / Alice' Wexler